# Kozma Ákos
Kozma Ákos (Budapest, 1972. május 16. - ) magyar jogász, az alapvető jogok biztosa (2019. szeptember 26-tól).

## Családja
Nős, négy gyermek édesapja.

## Életpályája
Budapesten járt általános iskolába 1978 és 1986 között. 1990-ben érettségizett a budapesti József Attila Gimnáziumban. 
A jogi szakvizsgát 1997-ben tette le. 1990 - 1991-ben Németországban dolgozott, majd 1994-ben ösztöndíjas volt. Az ELTE Állam- és Jogtudományi Kar jogász szakán 1995-ben szerzett diplomát. 1995 és 1997 ügyvédjelölt volt. 1997-től ügyvédként dolgozott.  1998. júliusától ban 2000. februárjáig az Igazságügyminisztérium miniszteri kabinetfőnöke volt. 
1995 és  2013 között egyetemi oktató volt (egyetemi tanársegéd 1995-től, egyetemi adjunktus 1998-tól)  a Pázmány Péter Katolikus Egyetem Állam- és Jogtudományi Kar, Alkotmányjogi Tanszéken, a Zrínyi Miklós Nemzetvédelmi Egyetemen (1999) illetve a Rendőrtiszti Főiskolán (1998–2002). 2000. februárjától 2001. januárjáig a Pénzügyminisztériumban dolgozott, főosztályvezetőként. Ezután 2001. júliusáig a  Belügyminisztérium EU Integrációs Hivatalának hivatalvezetői állását töltötte be. 2001. júliusától 2002. júliusáig helyettes államtitkári rangban a Közszolgálati Ellenőrzési Hivatal vezetője volt.
2010. júliusa és 2019. szeptembere között  a Független Rendészeti Panasztestület elnökhelyettese volt. 
Az Országgyűlés 2019. szeptember 26-án megválasztotta az alapvető jogok biztosává.

## Tagságai és tisztségei
- 1997–től a Budapesti Ügyvédi Kamara tagja
- 1999 – 2004 a Magyar Jogász Egylet Tudományos Bizottságának titkára
- 1999 – 2002 az Igazságügyi Minisztérium Jogi Szakvizsgabizottságának tagja
- 2001 – 2002  a Közigazgatási Szakvizsgabizottság oktató és vizsgáztató tagja